# Jupía (película)
Jupía es una película de terror y fantasía oscura dominicana de 2022 dirigida por José Gómez de Vargas y Julietta Rodríguez y escrita por Vargas, Junior Rosario y Leticia Tonos. Protagonizada por Rodríguez y David Maler.

## Sinopsis
La investigación sobre el asesinato de la esposa y la desaparición de la hija del investigador policial Tomás García lo ha llevado a un asilo de ancianos en ruinas en las afueras de la ciudad, donde se enfrenta a Atabey, una enigmática enfermera con poderes misteriosos.

## Reparto
Los actores que participaron en esta película son:
- David Maler como Tomás García
- Julietta Rodríguez como Atabey
- Karina Noble
- Luis José Germán
- Elizabeth Chahin
- Andy Frestner

## Lanzamiento
Antes de su estreno en cines, se estrenó en el Festival de Cine de Puerto Rico, el Festival Internacional de Cine Latino de Nueva York, el Fondo de Desarrollo Hubert Bals y el Festival de Cine de Toronto The Big Pitch de Caribbean Tales alrededor de 2022.  Se estrenó comercialmente el 27 de octubre de 2022 en los cines de República Dominicana.

## Reconocimientos
| Año  | Premios          | Categoría                  | Recipiente                        | Resultado | Ref.          |
| ---- | ---------------- | -------------------------- | --------------------------------- | --------- | ------------- |
| 2023 | Premios Soberano | Mejor actor                | Luis José Germán                  | Nominado  | [ 12 ]        |
| 2023 | Premios Soberano | Mejor actriz               | Julieta Rodríguez                 | Nominada  | [ 12 ]        |
| 2023 | Premios La Silla | Mejor película             | Leticia Tonos & Julieta Rodríguez | Nominadas | [ 13 ] [ 14 ] |
| 2023 | Premios La Silla | Mejor productor            | Leticia Tonos & Julieta Rodríguez | Nominadas | [ 13 ] [ 14 ] |
| 2023 | Premios La Silla | Mejor actor principal      | David Maler                       | Nominado  | [ 13 ] [ 14 ] |
| 2023 | Premios La Silla | Mejor actriz principal     | Julieta Rodríguez                 | Nominada  | [ 13 ] [ 14 ] |
| 2023 | Premios La Silla | Mejor actriz secundaria    | Karina Noble                      | Nominada  | [ 13 ] [ 14 ] |
| 2023 | Premios La Silla | Mejor edición              | Leticia Tonos & Gina Giudicelli   | Nominadas | [ 13 ] [ 14 ] |
| 2023 | Premios La Silla | Mejor dirección de arte    | Mónica De Moya                    | Nominada  | [ 13 ] [ 14 ] |
| 2023 | Premios La Silla | Mejor diseño de producción | Mónica De Moya                    | Nominada  | [ 13 ] [ 14 ] |
| 2023 | Premios La Silla | Mejores efectos especiales | Juan Pedro Rodríguez Valiente     | Nominado  | [ 13 ] [ 14 ] |
| 2023 | Premios La Silla | Mejores efectos visuales   | Ricky Gluski                      | Nominado  | [ 13 ] [ 14 ] |